# Inn (huyện)
Inn là một huyện thuộc bang Graubünden, Thụy Sĩ. Huyện này có diện tích 1.196,77 km² và dân số 9.371 (thời điểm tháng 12 năm 2004).
Huyện này có 4 phó huyện Kreise và 18 đô thị:
| Ramosch | 495 | 84.08 |
| Samnaun | 819 | 56.18 |
| Tschlin | 424 | 75.08 |

| Ftan  | 497   | 43.10  |
| Scuol | 2,190 | 144.14 |
| Sent  | 860   | 111.74 |

| Ardez  | 432   | 61.43  |
| Guarda | 177   | 31.45  |
| Lavin  | 194   | 46.18  |
| Susch  | 214   | 93.95  |
| Tarasp | 308   | 46.90  |
| Zernez | 1,035 | 203.91 |

| Fuldera                 | 127 | 13,19 |
| Lü                      | 62  | 6,84  |
| Müstair                 | 814 | 77.71 |
| Santa Maria Val Müstair | 346 | 41.62 |
| Tschierv                | 174 | 42.56 |
| Valchava                | 203 | 16.71 |